# مانويل بوباديلا
مانويل بوباديلا هو لاعب كرة قدم كوبي، ولد في 27 يونيو 1970 في هافانا في كوبا. لعب مع FC Ciudad de La Habana ‏.

## وصلات خارجية
- مانويل بوباديلا على موقع الاتحاد الدولي (مؤرشف)  (الإنجليزية)
- مانويل بوباديلا على موقع قاعدة بيانات كرة القدم.إي يو (الإنجليزية)
- مانويل بوباديلا على موقع ناشيونال فوتبول تيمز (الإنجليزية)